# Czerniewice (Łódź)
Czerniewice is een dorp in het Poolse woiwodschap Łódź, in het district Tomaszowski (Mazovië). De plaats maakt deel uit van de gemeente Czerniewice en telt około 730 inwoners.

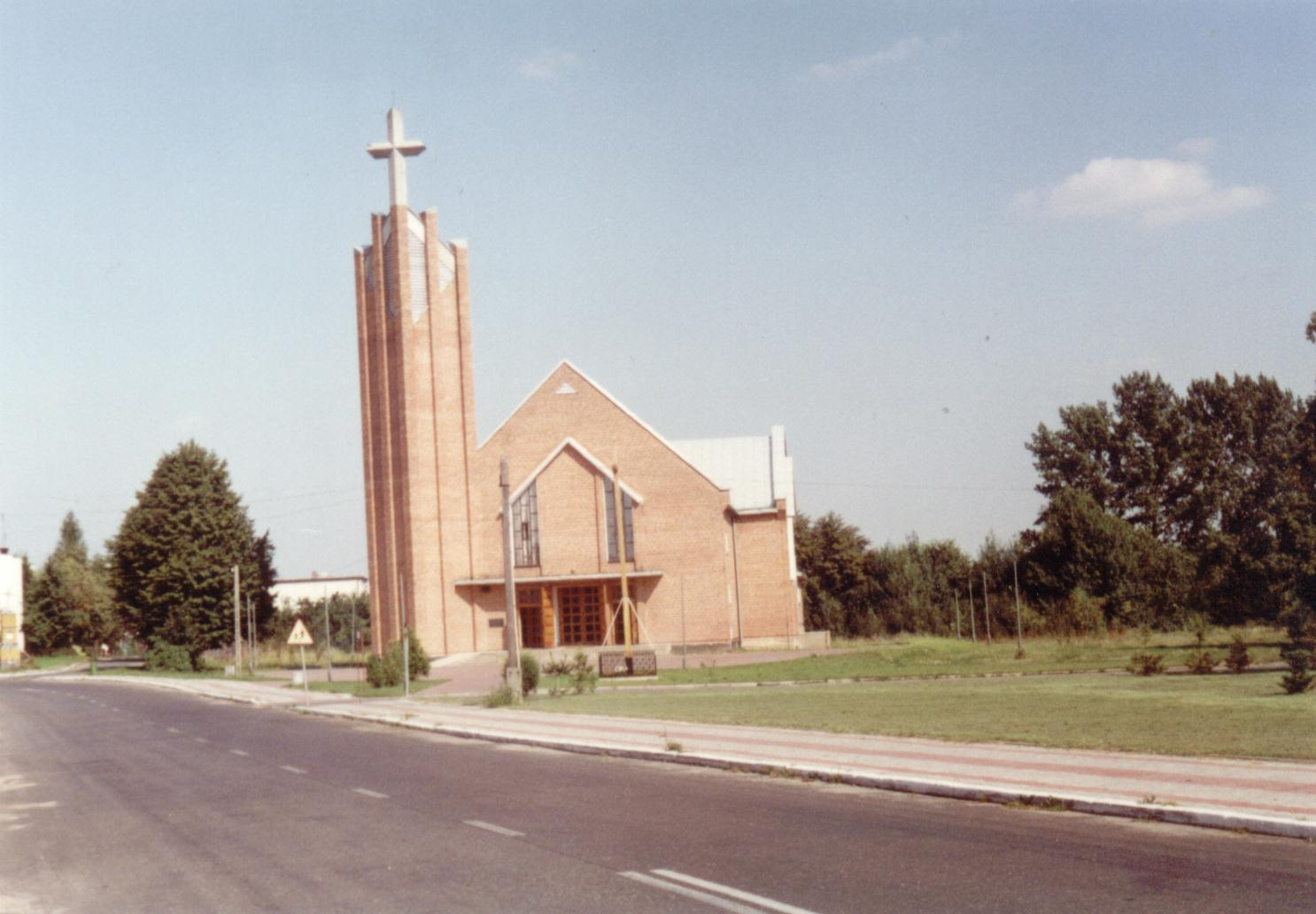
Kerkgebouw